# Dauh Puri Kauh
Dauh Puri Kauh is een bestuurslaag in het regentschap Denpasar van de provincie Bali, Indonesië. Dauh Puri Kauh telt 21.649 inwoners (volkstelling 2010).